# Jinheung de Silla

Territoria de Silla en azul circa 576.

Jinheung de Silla (526-576, reinado 540-576) fue el vigésimo cuarto rey de Silla, uno de los tres reinos de Corea.
Fue coronado después del rey Beopheung (r.514–540) y su sucesor fue el rey Jinji (r.576–579). Jinheung era el sobrino-nieto del rey Beopheung. Fue uno de los reyes más grandes de Silla, y el responsable de ampliar inmensamente el territorio de Silla. Él y el rey Seong el 26º rey de Baekje lucharon juntos contra Goguryeo y conquistaron el valle del río Han.

## Subida al trono
El rey Jinheung subió al trono a la edad de 15 años; como era muy joven para gobernar, su madre tomó funciones como regente por unos años. Cuando alcanzó la mayoría de edad, su primer acto fue nombrar a Kim Isabu como jefe de Asuntos Militares, en el año 541. Jinheung adoptó una política de paz con el reino vecino Baekje. En 551, hizo una alianza con Baekje para poder atacar el reino norteño de Goguryeo. El resultado de este ataque aliado a Goguryeo fue el acuerdo para la conquista del río Han.

## Expansión
Durante el reinado del rey Seong de Baekje, el rey Jinheung se alió con Goguryeo y lanzó un ataque en el valle del río Han durante el año 553. En un acuerdo secreto entre Silla y Goguryeo, las tropas de Silla atacaron al agotado ejército de Baekje a finales de 553. Con la traición de Silla, el rey Seong atacó durante el año 554, pero fue atrapado en una emboscada encabezada por un general de Silla, y asesinado junto con los que lo acompañaban. El rey Jinheung mantuvo el nuevo territorio con una mano firme durante siete años antes de enviar al general Kim Isabu a conquistar Daegaya en 561. El rey Jinheung construyó un monumento en su territorio recientemente conquistado y estableció provincias en la zona. Él sometió todas las rebeliones y siguió desarrollando la cultura en su reino. En 576, el Hwarang fue establecido, y jugaría más adelante un papel enorme en la unificación de los tres reinos de Corea.

## Muerte y Sucesión
El rey Jinheung murió en 576 a la edad de 51 después de gobernar durante 37 años de conquista y ascenso. Fue sucedido por su segundo hijo, el Príncipe Geumryun, que se convirtió en el rey Jinji. De acuerdo con Lady Mishil, sin embargo, el príncipe Geumryun robó el trono al sucesor verdaderamente elegido, el nieto del rey Jinheung, príncipe Baekjong, quien después de un golpe de Estado orquestado por Lady_Mishil se convirtió en Jinpyeong. Se cree generalmente que Lady Mishil fue la amante del rey Jinheung (y más tarde el rey Jinji), así como un funcionario clave del gobierno por derecho propio.

## Legado
Los logros del rey Jinheung de Silla para su reino establecieron la base para la unificación de Corea. El pueblo coreano lo recuerda hoy como uno de los más grandes gobernantes de Silla.

## Cultura popular
- Interpretado por Park Hyung Sik en Hwarang (TV series)
- Interpretado por Lee Sun-jae en Queen Seondeok (serie de televisión)